# Eudolium bairdii
Eudolium bairdii är en snäckart som först beskrevs av Addison Emery Verrill och S. Smith 1881.  Eudolium bairdii ingår i släktet Eudolium och familjen tunnsnäckor. Inga underarter finns listade i Catalogue of Life.